# Новоросійський 1
Новоросійський 1 (рос. Новороссийский 1) — селище в Большеболдинському районі Нижньогородської області Російської Федерації.
Населення становить 9 осіб. Входить до складу муніципального утворення Новослободська сільрада.

## Історія
Від 2009 року входить до складу муніципального утворення Новослободська сільрада.

## Населення
| 1999 | 2002 | 2010 |
| ---- | ---- | ---- |
| 26   | ↘24  | ↘9   |